# Bahnrad-Weltcup 2008/09
Der UCI-Bahnrad-Weltcup 2008/2009 begann am 1. November 2008 und endete am 14. Februar 2008. Er wurde von der UCI ausgetragen und fand in den fünf Städten Manchester, Melbourne, Cali, Peking und Kopenhagen statt.

## Männer

### Keirin
Ergebnisse
| Datum             | Ort        | Sieger            | Zweiter          | Dritter          |
| ----------------- | ---------- | ----------------- | ---------------- | ---------------- |
| 1. November 2008  | Manchester | François Pervis   | Jason Kenny      | Teun Mulder      |
| 21. November 2008 | Melbourne  | Azizulhasni Awang | Andrij Wynokurow | François Pervis  |
| 13. Dezember 2008 | Cali       | Leonardo Narvaez  | Jason Niblett    | Barry Forde      |
| 17. Januar 2009   | Peking     | Azizulhasni Awang | Grégory Baugé    | Teun Mulder      |
| 14. Februar 2009  | Kopenhagen | Kévin Sireau      | Hodei Mazquiaran | Andrij Wynokurow |

Stand
| Pos. | Fahrer               | Man | Mel | Cal | Pek | Kop | Punkte |
| ---- | -------------------- | --- | --- | --- | --- | --- | ------ |
| 1.   | Azizulhasni Awang    | –   | 12  | –   | 12  | –   | 24     |
| 2.   | Andrij Wynokurow     | 3   | 10  | –   | –   | 8   | 21     |
| 3.   | François Pervis      | 12  | 8   | –   | –   | –   | 20     |
| 4.   | Kévin Sireau         | –   | –   | 4   | –   | 12  | 16     |
| 5.   | Grégory Baugé        | –   | –   | –   | 10  | 6   | 16     |
| 6.   | Teun Mulder          | 8   | –   | –   | 8   | –   | 16     |
| 7.   | Leonardo Narvaez     | –   | –   | 12  | –   | –   | 12     |
| 8.   | Hodei Mazquiaran     | 2   | –   | –   | –   | 10  | 12     |
| 9.   | Shane Perkins        | –   | 7   | –   | 5   | –   | 12     |
| 10.  | Simon van Velthooven | –   | 4   | –   | 7   | –   | 11     |
| -.   | Kamil Kuczyński      | 7   | –   | –   | –   | 4   | 11     |

### 1000-m-Zeitfahren
Ergebnisse
| Datum             | Ort        | Sieger            | Zweiter           | Dritter          |
| ----------------- | ---------- | ----------------- | ----------------- | ---------------- |
| 31. Oktober 2008  | Manchester | David Daniell     | Jewhen Bolibruch  | Kamil Kuczyński  |
| 20. November 2008 | Melbourne  | Michaël D’Almeida | Scott Sunderland  | Wen Hao Li       |
| 12. Dezember 2008 | Cali       | Stefan Nimke      | Jewhen Bolibruch  | Wen Hao Li       |
| 16. Januar 2009   | Peking     | Mohd Rizal Tisin  | François Pervis   | Kamil Kuczyński  |
| 13. Februar 2009  | Kopenhagen | Taylor Phinney    | Michaël D’Almeida | Quentin Lafargue |

Stand
| Pos. | Fahrer            | Man | Mel | Cal | Pek | Kop | Punkte |
| ---- | ----------------- | --- | --- | --- | --- | --- | ------ |
| 1.   | Jewhen Bolibruch  | 10  | 7   | 10  | –   | 6   | 33     |
| 2.   | Wen Hao Li        | 7   | 8   | 8   | 7   | –   | 30     |
| 3.   | Kamil Kuczyński   | 8   | –   | –   | 8   | 7   | 23     |
| 4.   | Michaël D’Almeida | –   | 12  | –   | –   | 10  | 22     |
| 5.   | David Daniell     | 12  | –   | –   | –   | 3   | 15     |
| 6.   | François Pervis   | –   | –   | –   | 10  | 4   | 14     |
| 7.   | Quentin Lafargue  | –   | 5   | –   | –   | 8   | 13     |
| 8.   | Stefan Nimke      | –   | –   | 12  | –   | –   | 12     |
| -.   | Mohd Rizal Tisin  | –   | –   | –   | 12  | –   | 12     |
| -.   | Taylor Phinney    | –   | –   | –   | –   | 12  | 12     |

### Sprint
Ergebnisse
| Datum             | Ort        | Sieger        | Zweiter           | Dritter          |
| ----------------- | ---------- | ------------- | ----------------- | ---------------- |
| 1. November 2008  | Manchester | Jason Kenny   | Shane Perkins     | Matthew Crampton |
| 21. November 2008 | Melbourne  | Shane Perkins | Michaël D’Almeida | Jason Niblett    |
| 13. Dezember 2008 | Cali       | Kévin Sireau  | Stefan Nimke      | Mickaël Bourgain |
| 17. Januar 2009   | Peking     | Grégory Baugé | Lei Zhang         | Shane Perkins    |
| 14. Februar 2009  | Kopenhagen | Grégory Baugé | Mickaël Bourgain  | Kévin Sireau     |

Stand
| Pos. | Fahrer            | Man | Mel | Cal | Pek | Kop | Punkte |
| ---- | ----------------- | --- | --- | --- | --- | --- | ------ |
| 1.   | Shane Perkins     | 10  | 12  | –   | 8   | –   | 30     |
| 2.   | Grégory Baugé     | –   | –   | –   | 13  | 23  | 24     |
| 3.   | Michaël D’Almeida | 7   | 10  | –   | 7   | –   | 24     |
| 4.   | Kévin Sireau      | –   | –   | 12  | 3   | 8   | 23     |
| 5.   | Jason Kenny       | 12  | –   | –   | –   | 7   | 19     |
| 6.   | Mickaël Bourgain  | –   | –   | 8   | 1   | 10  | 19     |
| 7.   | Matthew Crampton  | 8   | –   | –   | –   | 5   | 13     |
| 8.   | François Pervis   | 5   | 7   | –   | –   | –   | 12     |
| 9.   | Teun Mulder       | –   | –   | –   | 6   | 6   | 12     |
| 10.  | Stefan Nimke      | –   | –   | 10  | –   | –   | 10     |
| -.   | Lei Zhang         | –   | –   | –   | 10  | –   | 10     |

### Teamsprint
Ergebnisse
| Datum             | Ort        | Sieger                                                       | Zweiter                                                   | Dritter                                                     |
| ----------------- | ---------- | ------------------------------------------------------------ | --------------------------------------------------------- | ----------------------------------------------------------- |
| 2. November 2008  | Manchester | Team Sky + HD Ross Edgar Jason Kenny Jamie Staff             | Polen Maciej Bielecki Łukasz Kwiatkowski Kamil Kuczyński  | Deutschland Sebastian Döhrer René Enders Mathias Stumpf     |
| 22. November 2008 | Melbourne  | Toshiba Daniel Ellis Jason Niblett Scott Sunderland          | Japan Kazuya Narita Yudai Nitta Kazunari Watanabe         | Ukraine Jewhen Bolibruch Andrij Wynokurow Jurij Zjupyk      |
| 14. Dezember 2008 | Cali       | Deutschland Carsten Bergemann Robert Förstemann Stefan Nimke | Toshiba Daniel Ellis Jason Niblett Scott Sunderland       | Cofidis Mickaël Bourgain Didier Henriette Kévin Sireau      |
| 16. Januar 2009   | Peking     | Cofidis Mickaël Bourgain François Pervis Kévin Sireau        | Frankreich Grégory Baugé Michaël D’Almeida Thierry Jollet | Deutschland Sebastian Döhrer Maximilian Levy Mathias Stumpf |
| 15. Februar 2009  | Kopenhagen | Team Sky + HD Chris Hoy Jason Kenny Jamie Staff              | Cofidis Mickaël Bourgain François Pervis Kévin Sireau     | US Créteil Grégory Baugé Michaël D’Almeida Thierry Jollet   |

Stand
| Pos. | Fahrer        | Man | Mel | Cal | Pek | Kop | Punkte |
| ---- | ------------- | --- | --- | --- | --- | --- | ------ |
| 1.   | Cofidis       | 4   | 6   | 8   | 12  | 10  | 40     |
| 2.   | Deutschland   | 8   | –   | 12  | 8   | –   | 28     |
| 3.   | Team Sky + HD | 12  | –   | –   | –   | 12  | 24     |
| 4.   | Toshiba       | –   | 12  | 10  | –   | –   | 22     |
| 5.   | Polen         | 10  | –   | –   | 5   | 5   | 20     |
| 6.   | Japan         | 6   | 10  | –   | 3   | –   | 19     |
| 7.   | Ukraine       | 3   | 8   | 6   | –   | 2   | 19     |
| 8.   | Russland      | 5   | 7   | –   | 1   | 3   | 16     |
| 9.   | US Créteil    | 7   | –   | –   | –   | 8   | 15     |
| 10.  | Frankreich    | –   | –   | –   | 10  | 4   | 14     |

### 4000-m-Einerverfolgung
Ergebnisse
| Datum             | Ort        | Sieger         | Zweiter             | Dritter              |
| ----------------- | ---------- | -------------- | ------------------- | -------------------- |
| 31. Oktober 2008  | Manchester | Ed Clancy      | Witalij Schtschedow | Waleri Kaikow        |
| 20. November 2008 | Melbourne  | Jack Bobridge  | Alexei Markow       | Witalij Schtschedow  |
| 12. Dezember 2008 | Cali       | Sergi Escobar  | Waleri Kaikow       | Arles Antonio Castro |
| 16. Januar 2009   | Peking     | Jesse Sergent  | Witalij Schtschedow | David O’Loughlin     |
| 13. Februar 2009  | Kopenhagen | Taylor Phinney | David O’Loughlin    | Alexei Markow        |

Stand
| Pos. | Fahrer              | Man | Mel | Cal | Pek | Kop | Punkte |
| ---- | ------------------- | --- | --- | --- | --- | --- | ------ |
| 1.   | Waleri Kaikow       | 8   | –   | 10  | 6   | 7   | 31     |
| 2.   | Witalij Schtschedow | 10  | 8   | –   | 10  | –   | 28     |
| 3.   | Ed Clancy           | 12  | –   | –   | –   | 6   | 18     |
| 4.   | David O’Loughlin    | –   | –   | –   | 8   | 10  | 18     |
| -.   | Alexei Markow       | –   | 10  | –   | –   | 8   | 18     |
| 6.   | Sergi Escobar       | –   | –   | 12  | –   | 2   | 14     |
| 7.   | Eloy Teruel         | 7   | 7   | –   | –   | –   | 14     |
| 8.   | Jack Bobridge       | –   | 12  | –   | –   | –   | 12     |
| -.   | Taylor Phinney      | –   | –   | –   | –   | 12  | 12     |
| -.   | Jesse Sergent       | –   | –   | –   | 12  | –   | 12     |

### Mannschaftsverfolgung
Ergebnisse
| Datum             | Ort        | Sieger                                                                      | Zweiter                                                                                | Dritter                                                                             |
| ----------------- | ---------- | --------------------------------------------------------------------------- | -------------------------------------------------------------------------------------- | ----------------------------------------------------------------------------------- |
| 1. November 2008  | Manchester | Großbritannien Steven Burke Ed Clancy Robert Hayles Geraint Thomas          | Dänemark Michael Færk Christensen Casper Jørgensen Daniel Kreutzfeldt Jens Erik Madsen | Niederlande Ismaël Kip Peter Schep Wim Stroetinga Arno van der Zwet                 |
| 21. November 2008 | Melbourne  | Australien Jack Bobridge Rohan Dennis Luke Durbridge Mark Jamieson          | Spanien Unai Elorriaga David Muntaner Antonio Tauler Eloy Teruel                       | Ukraine Roman Kononenko Serhij Lahkuti Ljubomyr Polatajko Witalij Schtschedow       |
| 13. Dezember 2008 | Cali       | Russland Artur Jerschow Waleri Kaikow Leonid Krasnow Wladimir Schtschekunow | Spanien Sergi Escobar Asier Maeztu Antonio Miguel Carlos Torrent                       | Kolumbien Edwin Ávila Juan Esteban Arango Arles Antonio Castro Alexander González   |
| 17. Januar 2009   | Peking     | Team Toshiba Rohan Dennis Leigh Howard Mark Jamieson Glenn O’Shea           | Neuseeland Sam Bewley Peter Latham Marc Ryan Jesse Sergent                             | Lokomotiv Artur Jerschow Waleri Kaikow Leonid Krasnow Wladimir Schtschekunow        |
| 14. Februar 2009  | Kopenhagen | Großbritannien Steven Burke Ed Clancy Peter Kennaugh Chris Newton           | Spanien Unai Elorriaga Sergi Escobar David Muntaner Eloy Teruel                        | Dänemark Niki Byrgesen Michael Færk Christensen Daniel Kreutzfeldt Jens Erik Madsen |

Stand
| Pos. | Fahrer                 | Man | Mel | Cal | Pek | Kop | Punkte |
| ---- | ---------------------- | --- | --- | --- | --- | --- | ------ |
| 1.   | Spanien                | 4   | 10  | 10  | –   | 10  | 34     |
| 2.   | Vereinigtes Königreich | 12  | –   | –   | –   | 12  | 24     |
| 3.   | Dänemark               | 10  | –   | –   | 6   | 8   | 24     |
| 4.   | Lokomotiv              | 7   | –   | –   | 8   | 7   | 22     |
| 5.   | Deutschland            | 5   | 6   | -   | 7   | 1   | 19     |
| 6.   | Neuseeland             | –   | 7   | –   | 10  | –   | 17     |
| 7.   | Ukraine                | 6   | 8   | –   | 2   | –   | 16     |
| 8.   | Russland               | 3   | –   | 12  | –   | –   | 15     |
| 9.   | Niederlande            | 8   | –   | –   | 1   | 4   | 13     |
| 10.  | Australien             | –   | 12  | –   | –   | –   | 12     |
| -.   | Team Toshiba           | –   | –   | –   | 12  | –   | 12     |

### Punktefahren
Ergebnisse
| Datum             | Ort        | Sieger         | Zweiter        | Dritter         |
| ----------------- | ---------- | -------------- | -------------- | --------------- |
| 31. Oktober 2008  | Manchester | Chris Newton   | Eloy Teruel    | Iljo Keisse     |
| 20. November 2008 | Melbourne  | Glenn O’Shea   | Joon Yong Seo  | Eloy Teruel     |
| 11. Dezember 2008 | Cali       | Leonardo Duque | Peter Kennaugh | Carlos Torrent  |
| 16. Januar 2009   | Peking     | Chris Newton   | Zach Bell      | Rafał Ratajczyk |
| 13. Februar 2009  | Kopenhagen | Wong Kam Po    | Marcel Barth   | Milan Kadlec    |

Stand
| Pos. | Fahrer             | Man | Mel | Cal | Pek | Kop | Punkte |
| ---- | ------------------ | --- | --- | --- | --- | --- | ------ |
| 1.   | Chris Newton       | 12  | –   | –   | 12  | 3   | 27     |
| 2.   | Glenn O’Shea       | 6   | 12  | –   | –   | –   | 18     |
| 3.   | Eloy Teruel        | 10  | 8   | –   | –   | –   | 18     |
| 4.   | Zach Bell          | –   | –   | 7   | 10  | –   | 17     |
| 5.   | Wong Kam Po        | –   | –   | –   | 4   | 12  | 16     |
| 6.   | Ingmar De Poortere | –   | –   | 6   | –   | 7   | 13     |
| 7.   | Leonardo Duque     | –   | –   | 12  | –   | –   | 12     |
| 8.   | Rafał Ratajczyk    | –   | 3   | –   | 8   | –   | 11     |
| 9.   | Kazuhiro Mori      | –   | 6   | –   | 5   | –   | 11     |
| 10.  | Joon Yong Seo      | –   | 10  | –   | –   | –   | 10     |
| -.   | Peter Kennaugh     | –   | –   | 10  | –   | –   | 10     |
| -.   | Marcel Barth       | –   | –   | –   | –   | 10  | 10     |

### Scratch
Ergebnisse
| Datum             | Ort        | Sieger         | Zweiter         | Dritter         |
| ----------------- | ---------- | -------------- | --------------- | --------------- |
| 31. Oktober 2008  | Manchester | Wim Stroetinga | Tim Mertens     | Martin Bláha    |
| 20. November 2008 | Melbourne  | Kwok Ho Ting   | Leigh Howard    | Jason Christie  |
| 12. Dezember 2008 | Cali       | Zach Bell      | Tim Mertens     | Carlos Torrent  |
| 16. Januar 2009   | Peking     | Hayden Godfrey | Chris Newton    | Rafał Ratajczyk |
| 13. Februar 2009  | Kopenhagen | Kazuhiro Mori  | Franco Marvulli | Daniel Holloway |

Stand
| Pos. | Fahrer          | Man | Mel | Cal | Pek | Kop | Punkte |
| ---- | --------------- | --- | --- | --- | --- | --- | ------ |
| 1.   | Tim Mertens     | 10  | –   | 10  | –   | –   | 20     |
| 2.   | Rafał Ratajczyk | –   | 7   | –   | 8   | 5   | 20     |
| 3.   | Kazuhiro Mori   | –   | 3   | –   | 3   | 12  | 18     |
| 4.   | Zach Bell       | –   | –   | 12  | 4   | –   | 16     |
| 5.   | Leigh Howard    | –   | 10  | –   | –   | 6   | 16     |
| 6.   | Kwok Ho Ting    | –   | 12  | –   | 1   | –   | 13     |
| 7.   | Wim Stroetinga  | 12  | –   | –   | –   | –   | 12     |
| -.   | Hayden Godfrey  | –   | –   | –   | 12  | –   | 12     |
| 9.   | Chris Newton    | –   | –   | –   | 10  | –   | 10     |
| -.   | Franco Marvulli | –   | –   | –   | –   | 10  | 10     |

### Madison
Ergebnisse
| Datum             | Ort        | Sieger                                 | Zweiter                                           | Dritter                                  |
| ----------------- | ---------- | -------------------------------------- | ------------------------------------------------- | ---------------------------------------- |
| 2. November 2008  | Manchester | Deutschland Roger Kluge Olaf Pollack   | Belgien Kenny De Ketele Iljo Keisse               | Russland Sergei Kolesnikow Iwan Kowaljow |
| 22. November 2008 | Melbourne  | Spanien Unai Elorriaga David Muntaner  | Australien Cameron Meyer Christopher Sutton       | Deutschland Henning Bommel Fabian Schaar |
| 14. Dezember 2008 | Cali       | Belgien Ingmar De Poortere Tim Mertens | Kolumbien Juan Esteban Arango Carlos Alberto Uran | Russland Artur Jerschow Waleri Kaikow    |
| 18. Januar 2009   | Peking     | Team Toshiba Leigh Howard Glenn O’Shea | Großbritannien Rob Hayles Peter Kennaugh          | Deutschland Roger Kluge Ralf Matzka      |
| 15. Februar 2009  | Kopenhagen | Deutschland Marcel Barth Robert Bartko | Italien Angelo Ciccone Elia Viviani               | Niederlande Pim Ligthart Peter Schep     |

Stand
| Pos. | Fahrer                 | Man | Mel | Cal | Pek | Kop | Punkte |
| ---- | ---------------------- | --- | --- | --- | --- | --- | ------ |
| 1.   | Deutschland            | 12  | 8   | –   | 8   | 12  | 40     |
| 2.   | Spanien                | 1   | 12  | 7   | 7   | 3   | 30     |
| 3.   | Belgien                | 10  | –   | 12  | –   | 7   | 29     |
| 4.   | Team Toshiba           | 6   | 7   | –   | 12  | 4   | 29     |
| 5.   | Vereinigtes Königreich | 5   | –   | 5   | 10  | –   | 20     |
| 6.   | Italien                | –   | 5   | –   | 4   | 10  | 19     |
| 7.   | Russland               | 8   | –   | 8   | –   | –   | 16     |
| 8.   | Polen                  | –   | 6   | –   | 2   | 5   | 13     |
| 9.   | Kolumbien              | 2   | –   | 10  | –   | –   | 12     |
| 10.  | Niederlande            | 4   | –   |     |     | 8   | 12     |

## Frauen

### Keirin
Ergebnisse
| Datum             | Ort        | Sieger             | Zweiter            | Dritter         |
| ----------------- | ---------- | ------------------ | ------------------ | --------------- |
| 2. November 2008  | Manchester | Victoria Pendleton | Diana Maria García | Gong Jinjie     |
| 22. November 2008 | Melbourne  | Willy Kanis        | Elisa Frisoni      | Christin Muche  |
| 14. Dezember 2008 | Cali       | Simona Krupeckaitė | Clara Sanchez      | Lisandra Guerra |
| 18. Januar 2009   | Peking     | Simona Krupeckaitė | Guo Shuang         | Willy Kanis     |
| 15. Februar 2009  | Kopenhagen | Clara Sanchez      | Elisa Frisoni      | Guo Shuang      |

Stand
| Pos. | Fahrer             | Man | Mel | Cal | Pek | Kop | Punkte |
| ---- | ------------------ | --- | --- | --- | --- | --- | ------ |
| 1.   | Willy Kanis        | –   | 12  | –   | 8   | 7   | 27     |
| 2.   | Simona Krupeckaitė | –   | –   | 12  | 12  | –   | 24     |
| 3.   | Elisa Frisoni      | –   | 10  | –   | 3   | 10  | 23     |
| 4.   | Clara Sanchez      | –   | –   | 10  | –   | 12  | 22     |
| 5.   | Guo Shuang         | –   | –   | –   | 10  | 8   | 18     |
| 6.   | Sandie Clair       | –   | –   | 7   | 5   | 6   | 18     |
| 7.   | Victoria Pendleton | 12  | –   | –   | –   | 5   | 17     |
| 8.   | Lulu Zheng         | –   | –   | 5   | 6   | 3   | 14     |
| 9.   | Gong Jinjie        | 8   | 5   | –   | –   | –   | 13     |
| 10.  | Diana Maria García | 10  | –   | 2   | –   | –   | 12     |

### 500-m-Zeitfahren
Ergebnisse
| Datum             | Ort        | Sieger             | Zweiter         | Dritter          |
| ----------------- | ---------- | ------------------ | --------------- | ---------------- |
| 1. November 2008  | Manchester | Victoria Pendleton | Jinjie Gong     | Miriam Welte     |
| 21. November 2008 | Melbourne  | Willy Kanis        | Jinjie Gong     | Kaarle McCulloch |
| 13. Dezember 2008 | Cali       | Simona Krupeckaitė | Lisandra Guerra | Sandie Clair     |
| 17. Januar 2009   | Peking     | Simona Krupeckaitė | Jinjie Gong     | Yulei Xu         |
| 14. Februar 2009  | Kopenhagen | Lisandra Guerra    | Sandie Clair    | Willy Kanis      |

Stand
| Pos. | Fahrer             | Man | Mel | Cal | Pek | Kop | Punkte |
| ---- | ------------------ | --- | --- | --- | --- | --- | ------ |
| 1.   | Jinjie Gong        | 10  | 10  | –   | 10  | –   | 30     |
| 2.   | Simona Krupeckaitė | –   | –   | 12  | 12  | –   | 24     |
| 3.   | Lisandra Guerra    | –   | –   | 10  | –   | 12  | 22     |
| 4.   | Willy Kanis        | –   | 12  | –   | –   | 8   | 20     |
| 5.   | Victoria Pendleton | 12  | –   | –   | –   | 6   | 18     |
| 6.   | Sandie Clair       | –   | –   | 8   | –   | 10  | 18     |
| 7.   | Kaarle McCulloch   | –   | 8   | 7   | –   | –   | 15     |
| 8.   | Elisa Frisoni      | –   | 7   | –   | 4   | 4   | 15     |
| 9.   | Lee Wai-sze        | 3   | 4   | 5   | 2   | 1   | 15     |
| 10.  | Yulei Xu           | –   | 6   | –   | 8   | –   | 14     |

### Sprint
Ergebnisse
| Datum             | Ort        | Sieger             | Zweiter         | Dritter         |
| ----------------- | ---------- | ------------------ | --------------- | --------------- |
| 31. Oktober 2008  | Manchester | Victoria Pendleton | Lulu Zheng      | Ljubow Schulika |
| 20. November 2008 | Melbourne  | Ljubow Schulika    | Christin Muche  | Kerrie Meares   |
| 12. Dezember 2008 | Cali       | Simona Krupeckaitė | Clara Sanchez   | Lisandra Guerra |
| 16. Januar 2009   | Peking     | Simona Krupeckaitė | Ljubow Schulika | Willy Kanis     |
| 13. Februar 2009  | Kopenhagen | Victoria Pendleton | Clara Sanchez   | Ljubow Schulika |

Stand
| Pos. | Fahrer             | Man | Mel | Cal | Pek | Kop | Punkte |
| ---- | ------------------ | --- | --- | --- | --- | --- | ------ |
| 1.   | Ljubow Schulika    | 8   | 12  | –   | 10  | 8   | 38     |
| 2.   | Lulu Zheng         | 10  | –   | 7   | 6   | 4   | 27     |
| 3.   | Simona Krupeckaitė | –   | –   | 12  | 12  | –   | 24     |
| -.   | Victoria Pendleton | 12  | –   | –   | –   | 12  | 24     |
| 5.   | Willy Kanis        | –   | 6   | –   | 8   | 7   | 21     |
| 6.   | Clara Sanchez      | –   | –   | 10  | –   | 10  | 20     |
| 7.   | Kaarle McCulloch   | –   | 7   | 4   | –   | 2   | 13     |
| 8.   | Christin Muche     | 2   | 10  | –   | –   | –   | 12     |
| 9.   | Guo Shuang         | –   | –   | –   | 7   | 5   | 12     |
| 10.  | Lisandra Guerra    | –   | –   | 8   | –   | 3   | 11     |

### Teamsprint
Ergebnisse
| Datum             | Ort        | Sieger                                    | Zweiter                                      | Dritter                                           |
| ----------------- | ---------- | ----------------------------------------- | -------------------------------------------- | ------------------------------------------------- |
| 2. November 2008  | Manchester | Großbritannien Anna Blyth Jessica Varnish | Deutschland Christin Muche Miriam Welte      | Russland Wiktorija Baranowa Swetlana Grankowskaja |
| 22. November 2008 | Melbourne  | Niederlande Yvonne Hijgenaar Willy Kanis  | Australien Kerrie Meares Emily Rosemond      | Südkorea Jin Gu Hyon Won Gyeong Kim               |
| 14. Dezember 2008 | Cali       | Frankreich Sandie Clair Clara Sanchez     | Deutschland Kristina Vogel Miriam Welte      | Litauen Gintarė Gaivenytė Simona Krupeckaitė      |
| 18. Januar 2009   | Peking     | Niederlande Yvonne Hijgenaar Willy Kanis  | Litauen Gintarė Gaivenytė Simona Krupeckaitė | China Jinjie Gong Lulu Zheng                      |
| 15. Februar 2009  | Kopenhagen | Team Toshiba Kaarle McCulloch Anna Meares | Deutschland Kristina Vogel Miriam Welte      | China Guo Shuang Lulu Zheng                       |

Stand
| Pos. | Fahrer                 | Man | Mel | Cal | Pek | Kop | Punkte |
| ---- | ---------------------- | --- | --- | --- | --- | --- | ------ |
| 1.   | Deutschland            | 10  | –   | 10  | –   | 10  | 30     |
| 2.   | Polen                  | 7   | –   | 7   | 5   | 6   | 25     |
| 3.   | Niederlande            | –   | 12  | –   | 12  | –   | 24     |
| 4.   | Frankreich             | –   | –   | 12  | 7   | –   | 19     |
| -.   | Vereinigtes Königreich | 12  | –   | –   | –   | 7   | 19     |
| 6.   | Litauen                | –   | –   | 8   | 10  | –   | 18     |
| 7.   | Volksrepublik China    | –   | –   | –   | 8   | 8   | 16     |
| 8.   | Thailand               | –   | 7   | –   | 2   | 4   | 13     |
| 9.   | Hongkong               | –   | –   | 4   | 4   | 5   | 13     |
| 10.  | Team Toshiba           | –   | –   | –   | –   | 12  | 12     |

### Einerverfolgung
Ergebnisse
| Datum             | Ort        | Sieger            | Zweiter           | Dritter         |
| ----------------- | ---------- | ----------------- | ----------------- | --------------- |
| 31. Oktober 2008  | Manchester | Wendy Houvenaghel | Tara Whitten      | Joanna Rowsell  |
| 20. November 2008 | Melbourne  | Joanna Rowsell    | Josephine Tomic   | Lada Kozlíková  |
| 11. Dezember 2008 | Cali       | Vilija Sereikaitė | María Luisa Calle | Tara Whitten    |
| 16. Januar 2009   | Peking     | Alison Shanks     | Vilija Sereikaitė | Switlana Haljuk |
| 13. Februar 2009  | Kopenhagen | Ellen van Dijk    | Tara Whitten      | Joanna Rowsell  |

Stand
| Pos. | Fahrer             | Man | Mel | Cal | Pek | Kop | Punkte |
| ---- | ------------------ | --- | --- | --- | --- | --- | ------ |
| 1.   | Joanna Rowsell     | 8   | 12  | –   | –   | 8   | 28     |
| 2.   | Tara Whitten       | 10  | –   | 8   | –   | 10  | 28     |
| 3.   | Vilija Sereikaitė  | –   | –   | 12  | 10  | –   | 22     |
| 4.   | Ellen van Dijk     | 7   | –   | –   | –   | 12  | 19     |
| 5.   | Josephine Tomic    | 10  | –   | –   | 6   | –   | 16     |
| 6.   | Charlotte Becker   | 7   | 6   | –   | 3   | –   | 16     |
| 7.   | Switlana Haljuk    | 3   | 4   | –   | 8   | –   | 15     |
| 8.   | Jelena Tschalych   | –   | –   | 6   | 7   | –   | 13     |
| -.   | Dalilia Rodriguez  | –   | –   | 7   | –   | 6   | 13     |
| 10.  | Tatjana Scharakowa | 6   | –   | 5   | –   | 2   | 13     |

### Mannschaftsverfolgung
Ergebnisse
| Datum             | Ort        | Sieger                                                             | Zweiter                                                      | Dritter                                                        |
| ----------------- | ---------- | ------------------------------------------------------------------ | ------------------------------------------------------------ | -------------------------------------------------------------- |
| 2. November 2008  | Manchester | Team 100% Me Elizabeth Armitstead Katie Colclough Joanna Rowsell   | Deutschland Charlotte Becker Christina Becker Lisa Brennauer | Ukraine Switlana Haljuk Lessja Kalytowska Ljubow Schulika      |
| 22. November 2008 | Melbourne  | Großbritannien Elizabeth Armitstead Katie Colclough Joanna Rowsell | Australien Ashlee Ankudinoff Sarah Kent Josephine Tomic      | Ukraine Switlana Haljuk Lessja Kalytowska Ljubow Schulika      |
| 14. Dezember 2008 | Cali       | Kuba Masague Domínguez Yumari González Dalilia Rodríguez           | Kolumbien Elizabeth Agudelo Andrea Botero María Luisa Calle  | Italien Giorgia Bronzini Annalisa Cucinotta Marta Tagliaferro  |
| 18. Januar 2009   | Peking     | Neuseeland Kaytee Boyd Lauren Ellis Alison Shanks                  | China Fan Jiang Feiyan Sun Cui Wang                          | Russland Jewgenija Romanjuta Olga Sljussarewa Jelena Tschalych |
| 15. Februar 2009  | Kopenhagen | Team 100% Me Elizabeth Armitstead Katie Colclough Joanna Rowsell   | Niederlande Ellen van Dijk Vera Koedooder Amy Pieters        | Deutschland Christina Becker Lisa Brennauer Verena Jooß        |

Stand
| Pos. | Fahrer                 | Man | Mel | Cal | Pek | Kop | Punkte |
| ---- | ---------------------- | --- | --- | --- | --- | --- | ------ |
| 1.   | Team 100% Me           | 12  | –   | –   | –   | 12  | 24     |
| 2.   | Deutschland            | 10  | –   | –   | 6   | 8   | 24     |
| 3.   | Neuseeland             | –   | 5   | –   | 12  | –   | 17     |
| -.   | Kuba                   | –   | –   | 12  | –   | 5   | 17     |
| 5.   | Ukraine                | 8   | 8   | –   | –   | –   | 16     |
| 6.   | Niederlande            | –   | –   | –   | 4   | 10  | 14     |
| 7.   | Russland               | –   | 6   | –   | 8   | –   | 14     |
| 8.   | Belgien                | 7   | –   | –   | –   | 7   | 14     |
| 9.   | Vereinigtes Königreich | –   | 12  | –   | –   | –   | 12     |
| 10.  | Spanien                | 5   | 7   | –   | –   | –   | 12     |

### Punktefahren
Ergebnisse
| Datum             | Ort        | Sieger               | Zweiter         | Dritter          |
| ----------------- | ---------- | -------------------- | --------------- | ---------------- |
| 1. November 2008  | Manchester | Elizabeth Armitstead | Lucy Martin     | Katie Colclough  |
| 21. November 2008 | Melbourne  | Jewgenija Romanjuta  | Leire Olaberria | Belinda Goss     |
| 13. Dezember 2008 | Cali       | Giorgia Bronzini     | Yumari González | Tara Whitten     |
| 17. Januar 2009   | Peking     | Jarmila Machačová    | Cui Wang        | Giorgia Bronzini |
| 14. Februar 2009  | Kopenhagen | Ellen van Dijk       | Katie Colclough | Shelley Olds     |

Stand
| Pos. | Fahrer               | Man | Mel | Cal | Pek | Kop | Punkte |
| ---- | -------------------- | --- | --- | --- | --- | --- | ------ |
| 1.   | Giorgia Bronzini     | –   | –   | 12  | 8   | 5   | 25     |
| 2.   | Jarmila Machačová    | 6   | –   | –   | 12  | –   | 18     |
| 3.   | Katie Colclough      | 8   | –   | –   | –   | 10  | 18     |
| 4.   | Leire Olaberria      | 7   | 10  | –   | –   | –   | 17     |
| 5.   | Elizabeth Armitstead | 12  | –   | –   | –   | 4   | 16     |
| 6.   | Shelley Olds         | 3   | –   | –   | 5   | 8   | 16     |
| 7.   | Belinda Goss         | –   | 8   | –   | 7   | –   | 15     |
| -.   | Tara Whitten         | –   | –   | 8   | –   | 7   | 15     |
| 9.   | Jewgenija Romanjuta  | –   | 12  | –   | –   | –   | 12     |
| -.   | Ellen van Dijk       | –   | –   | –   | –   | 12  | 12     |

### Scratch
Ergebnisse
| Datum             | Ort        | Sieger               | Zweiter            | Dritter                 |
| ----------------- | ---------- | -------------------- | ------------------ | ----------------------- |
| 1. November 2008  | Manchester | Elizabeth Armitstead | Tara Whitten       | Alexandra Greenfield    |
| 21. November 2008 | Melbourne  | Elizabeth Armitstead | Annalisa Cucinotta | Jewgenija Romanjuta     |
| 13. Dezember 2008 | Cali       | Annalisa Cucinotta   | Yumari González    | Gema Pascual Torrecilla |
| 17. Januar 2009   | Peking     | Jewgenija Romanjuta  | Giorgia Bronzini   | Belinda Goss            |
| 14. Februar 2009  | Kopenhagen | Elizabeth Armitstead | Vera Koedooder     | Andrea Wolfer           |

Stand
| Pos. | Fahrer               | Man | Mel | Cal | Pek | Kop | Punkte |
| ---- | -------------------- | --- | --- | --- | --- | --- | ------ |
| 1.   | Elizabeth Armitstead | 12  | 12  | –   | –   | 12  | 36     |
| 2.   | Jewgenija Romanjuta  | 4   | 8   | –   | 12  | –   | 24     |
| 3.   | Annalisa Cucinotta   | –   | 10  | 12  | –   | –   | 22     |
| 4.   | Leire Olaberria      | 7   | 7   | –   | –   | 5   | 19     |
| 5.   | Jarmila Machačová    | 2   | –   | –   | 6   | 7   | 15     |
| 6.   | Belinda Goss         | –   | 4   | –   | 8   | –   | 12     |
| 7.   | Shelley Olds         | 5   | –   | –   | 3   | 4   | 12     |
| 8.   | Tara Whitten         | 10  | –   | 1   | –   | –   | 11     |
| 9.   | Rebecca Quinn        | 6   | 5   | –   | –   | –   | 11     |
| 10.  | Yumari González      | –   | –   | 10  | –   | –   | 10     |
| -.   | Giorgia Bronzini     | –   | –   | –   | 10  | –   | 10     |
| -.   | Vera Koedooder       | –   | –   | –   | –   | 10  | 10     |